# اندرو بارت فلدمن
اندرو بارت فلدمن (انگلیسی: Andrew Barth Feldman؛ زادهٔ ۷ مهٔ ۲۰۰۲) بازیگر و خوانندهٔ آمریکایی است. او فعالیت خود را از سنین کودکی با شرکت در تئاتر موزیکال محلی آغاز کرد. فلدمن جایزه جیمی (جوایز ملی تئاتر موزیکال) را برای فعالیت دبیرستانش در موزیکال اگر می‌توانی مرا بگیر در سال ۲۰۱۸ برنده شد. در سال ۲۰۱۹ نقش اصلی را در موزیکال ایون هنسن عزیز در برادوی بازی کرد. او در فیلم کمدی هیچ مشکلی نیست (۲۰۲۳) با جنیفر لارنس هم بازی شد.

## فیلم‌شناسی

### سینمایی
- هیچ مشکلی نیست (۲۰۲۳)
- راهنمای گردشگران به‌سوی عشق (۲۰۲۳)